# Baldriga inquieta
La baldriga inquieta (Puffinus gavia) és un ocell marí de la família dels procel·làrids (Procellariidae), d'hàbits pelàgics que habita des de les aigües costaneres de Nova Zelanda fins a la costa nord-occidental d'Austràlia. Cria a illes properes a l'Illa del Nord de Nova Zelanda.